# Мельничук Федір («Стрілець»)
Теодор Мельничук (псевдо.: «Стрілець»; нар. 1913, с. Монастирок, нині Бродівський район, Львівська область — 1 квітня 1949, с. Топорів, нині Буський район, Львівська область) — лицар «Бронзового хреста бойової заслуги»[джерело?].

## Життєпис
Освіта — 4 класи народної школи. Симпатик ОУН із 1943 року. Стрілець СКВ з 1944 року.
Загинув, наскочивши на засідку оперативної групи МДБ у селі Топорів Бузького району Львівської области. Тіло загиблого облавники забрали до Буська. Місце поховання не відоме.

## Нагороди
- Згідно з Наказом військового штабу воєнної округи 2 «Буг» ч. 2/49 від 30.11.1949 р. стрілець кущової боївки ОУН Федір Мельничук — «Стрілець» нагороджений Бронзовим хрестом бойової заслуги УПА.

## Вшанування пам'яті
- 15.02.2018 р. від імені Координаційної ради з вшанування пам'яті нагороджених Лицарів ОУН і УПА у м. Броди Львівської обл. Бронзовий хрест бойової заслуги УПА (№ 052) переданий на зберігання у Бродівський історико-краєзнавчий музей.